# Jet Asia Airways
Jet Asia Airways (thailändisch เจ็ทเอเซีย แอร์เวย์, im Außenauftritt verkürzt Jet Asia) war eine thailändische Fluggesellschaft mit Sitz in Bangkok und Basis auf dem Flughafen Bangkok-Suvarnabhumi.

## Geschichte
Jet Asia Airways wurde 2009 gegründet und nahm 2010 den Flugbetrieb auf. 
Die Gesellschaft stellte am 29. September 2020 den Betrieb ein.

## Flugziele
Von Bangkok aus wurden Dschidda, Jakarta und Tokio angeflogen. Weitere Ziele sind in Planung.

## Flotte
Mit Stand März 2020 bestand die Flotte der Jet Asia Airways aus zwei Flugzeugen mit einem Durchschnittsalter von 34,4 Jahren:
| Flugzeugtyp    | Anzahl | bestellt | Anmerkungen                           | Sitzplätze |
| -------------- | ------ | -------- | ------------------------------------- | ---------- |
| Boeing 767-200 | 2      |          | eine geleast von Jet Midwest; inaktiv | 235        |
| Gesamt         | 2      | –        |                                       |            |